# Phats & Small
Phats & Small är en brittisk musikduo inom genren elektronisk dansmusik, bildad i Brighton 1998. De slog igenom internationellt 1999 med låten Turn Around, vilken som bäst nådde till plats 25 på Sverigetopplistan. En annan känd låt är deras remix av Earth, Wind & Fires låt September.
Många av låtarna är samplingar av discolåtar från 1970- och 1980-talen.
Gruppens medlemmar består av Jason "Phats" Hayward samt Russell Small.